# Diàfisi
La diàfisi és el cos o part mitjana dels ossos llargs, porció compresa entre els dos extrems o epífisis.

## Descripció
La diàfisi té forma cilíndrica i allargada i està localitzada entre els dos extrems de l'os o epífisis. Les epífisis es corresponen amb els extrems dels ossos llargs i és on se situen les  articulacions. La zona d'unió entre diàfisi i epífisi es diu metàfisi.
Els principals ossos que posseeixen diàfisi són els ossos llargs de les extremitats. En l'ésser humà té diàfisi el fèmur, la tíbia, i fíbula (peroné), els metatarsians i les falanges en les extremitats inferiors, i l'húmer, l’ulna o (cúbit), el radi, els metacarpians i les falanges en les extremitats superiors. Altres ossos llargs que posseeixen diàfisi però no estan en les extremitats són la clavícula i les costelles.
La diàfisi es troba recoberta en la seva porció externa per un teixit que es diu periosti i a la part interior posseeix una cavitat anomenada canal medul·lar, el qual conté medul·la òssia groga (el qual reemplaça a la medul·la òssia vermella que es nota en els primers estats de desenvolupament de l'os) que té gran quantitat de greix. L'os que la forma està constituït per  teixit ossi compacte. 
Per contra l'epífisis té en el seu interior l'anomenada medul·la òssia vermella i l'os que la forma no és teixit ossi compacte íntegrament, sinó  teixit ossi esponjós recobert d'os cortical compacte .

## Termes relacionats
- Diafisari: Relatiu a la diàfisi. Una fractura diafisial correspon a una fractura de la diàfisi d'un os.[1]
- Diafisitis: És la inflamació generalment infecciosa de la diàfisi.
- Diafisectomía: És l'extirpació quirúrgica d'una porció de la diàfisi. Aquesta tècnica s'utilitza per tractar diverses malalties, com certs tumors malignes que afecten l'os.
- Displàsia diafisial progressiva: És una rara malaltia que afecta la diàfisi dels ossos.